# Susie Atwood
Susanne Jean Atwood (ur. 5 czerwca 1953 w Long Beach) – amerykańska pływaczka, dwukrotna medalistka olimpijska z Monachium.
Brała udział w dwóch igrzyskach  olimpijskich (IO 68, IO 72). W 1972 zdobyła srebro na dystansie 200 m stylem grzbietowym oraz była trzecia na dystansie 100 metrów grzbietem. Zdobyła pięć medali igrzysk panamerykańskich w 1971, cztery srebrne (100 i 200 metrów stylem grzbietowym, 200 metrów stylem zmiennym i w sztafecie 4 × 100 metrów stylem zmiennym) i brąz na dystansie 400 metrów stylem zmiennym. 
W 1992 została przyjęta do International Swimming Hall of Fame.